# Inés Páez Nin
Inés Páez Nin (Santo Domingo, 1979) también conocida como la Chef Tita, es una chef, activista y personalidad televisiva dominicana. Propietaria de los restaurantes MoriSoñando y Aguají, Páez es miembro de la Asociación Dominicana de Chefs, ha sido jueza de varias versiones del programa de telerrealidad MasterChef República Dominicana y ha representado a su país en diferentes festivales internacionales de cocina.
Páez participó en la creación del programa de Diplomacia Gastronómica junto con el Ministerio de Relaciones Exteriores de República Dominicana, con el que ha visitado varios países del mundo promocionando la cultura gastronómica de su país. En 2023 fue incluida en la lista de las 50 mujeres poderosas de República Dominicana, elaborada por la revista Forbes.

## Biografía

### Inicios y formación académica
Desempeñándose como cocinera desde los diecisiete años, Páez se licenció en Hotelería y Turismo en la Universidad Iberoamericana UNIBE con una pasantía en el Hotel Tryp Bosque de Palma de Mallorca, en la que tuvo la oportunidad de trabajar con el chef Martín Berasategui. Tiempo después obtuvo un diplomado en Artes Culinarias en la Pontificia Universidad Católica Madre y Maestra y una certificación del Culinary Institute of America.

### Carrera
Representando a República Dominicana, Páez ha participado en varios festivales gastronómicos internacionales, como Sabores Barranquilla y el Festival Gastronómico de Guadalupe en 2013, el Festival Latinoamericano de Gastronomía de Nueva Delhi en 2014 y el Festival Gastronómico Dominicano de La Florida en 2015 y 2017, entre otros. En 2013 fue la encargada de la cena de gala de la Comisión Económica para América Latina, celebrada en el Palacio Nacional.
En 2017 fue reconocida por el Congreso de los Estados Unidos «por su labor de rescate, reinvención y proyección de la gastronomía dominicana».Dos años después recibió el premio Personaje Excelencia Gourmet en ceremonia realizada durante la Feria Internacional de Turismo de Madrid.En 2021 recibió la Medalla al Mérito de la Mujer Dominicana en el renglón de cultura y artes culinarias, en un evento realizado en el Teatro Nacional Eduardo Brito. En 2023 obtuvo un galardón en los Premios Especiales de La Liste en París, Francia.
Es dueña del restaurante MoriSoñando, abierto en 2020 y ubicado en el Aeropuerto Internacional Las Américas, en el que «ha creado una línea de cocina enfocada en el rescate del patrimonio gastronómico autóctono», de acuerdo con el medio Santo Domingo Times. En 2023 abrió un nuevo restaurante en el hotel The Ocean Club de Puerto Plata denominado Aguají e inspirado en las culturas indígenas del país.
Paralelo a su labor como emprendedora, ha participado como invitada o juez en programas de telerrealidad como MasterChef República Dominicana, MasterChef Celebrity y MasterChef Junior, entre otros. Páez es miembro de iniciativas e instituciones como la Asociación Dominicana de Chefs, Slow Food, Chaines des Rotisseurs, Chefs contra el Hambre y Marine Stewardship Council.

### Activismo
Trabajando en conjunto con el Ministerio de Relaciones Exteriores de República Dominicana, Páez participó en la creación del programa de Diplomacia Gastronómica, mediante el cual ha visitado varios países del mundo para promocionar la cultura culinaria de su país. También se encargó de impulsar la primera Legislación Gastronómica de la isla, que reconoce a la gastronomía dominicana como patrimonio inmaterial de la nación.
Durante la pandemia de Covid-19, Páez impulsó la iniciativa Fogones y Gastronomía Solidaria en colaboración con el Ministerio de Relaciones Exteriores y la Organización de las Naciones Unidas para la Alimentación y la Agricultura, con el objetivo de suplir de alimentación al personal sanitario y a la población de escasos recursos en la isla. De igual forma, la chef fundó y dirige la Fundación IMA, que se encarga de promocionar la producción agrícola de las comunidades locales.

## Filmografía
| Año           | Título                                    | Papel    | Notas        |
| ------------- | ----------------------------------------- | -------- | ------------ |
| 2018          | De Calle con Dafne                        | Invitada | 1 episodio   |
| 2018-2019     | MasterChef República Dominicana           | Jueza    | 40 episodios |
| 2019          | MasterChef Celebrity República Dominicana | Jueza    | 10 episodios |
| 2019-2020     | MasterChef Junior República Dominicana    | Jueza    | 7 episodios  |
| 2024-presente | Top Chef VIP                              | Jueza    |              |